# Найсильніша людина Польщі
Найсильніша людина Польщі (пол. Mistrzostwa Polski Strongman) — змагання за звання Найсильнішої Людини Країни що щорічно проводиться серед поляків починаючи з 1998 року коли на міському пляжі в Гдині відбулося перше подібне змагання. Історія Найсильнішої Людини Польщі бере початок з першого офіційного заходу що проводився на поприщі Гала Олівія в місті Гданськ. Першим переможцем став Любомир Лібацький. Згодом до регулярних виступів у змаганні долучився Ярослав Димек. Саме Димек та Маріуш Пудзяновський стали першими спортсменами завдяки яким про Польщу заговорили як про конкурентоспроможну країну в галузі стронгмену. Згодом до них приєдналися Славомир Точек, Іринеуш Курас, Роберт Щепанскі та Гжегож Шиманський.

## Скутки змагання
| Рік  | Переможець            | Місце проведення  |
| ---- | --------------------- | ----------------- |
| 1999 | Любомир Лібацький     | Ґданськ           |
| 2000 | Маріуш Пудзяновський  | Сопот             |
| 2001 | Ярослав Димек         |                   |
| 2002 | Ярослав Димек         |                   |
| 2003 | Маріуш Пудзяновський  |                   |
| 2004 | Маріуш Пудзяновський  |                   |
| 2005 | Ярослав Димек         | Стараховіце       |
| 2006 | Маріуш Пудзяновський  | Ґданськ / Вжесьня |
| 2007 | Маріуш Пудзяновський  | Стшеґом           |
| 2007 | Тиберіуш Ковальчик    | Рокитніца         |
| 2008 | Маріуш Пудзяновський  | Ченстохова        |
| 2008 | Міхал Шумеровський    | Познань           |
| 2009 | Роберт Щепанскі       | Тшеб'ятув         |
| 2009 | Маріуш Пудзяновський  | Мальборк          |
| 2010 | Рафал Кобиляш         | Забже             |
| 2011 | Януш Кулаґа           | Нестум            |
| 2012 | Кшиштоф Радзіковський |                   |
| 2013 | Кшиштоф Радзіковський |                   |
| 2014 | Матеуш Келішковский   |                   |
| 2014 | Томаш Коваль          |                   |